# Shinkansen série E7
Les Shinkansen série E7 (新幹線E7系電車, Shinkansen E7-kei densha) et série W7 (新幹線W7系電車, Shinkansen W7-kei densha) sont des rames automotrices électriques à grande vitesse appartenant respectivement à la JR East et à la  JR West et qui sont exploitées au Japon sur la ligne Shinkansen Hokuriku depuis le 15 mars 2014  et sur la ligne Shinkansen Jōetsu depuis le 16 mars 2019 (série E7).

## Caractéristiques générales
Ce modèle a été développé conjointement par les compagnies JR East et JR West, basé sur le Shinkansen E2. Une rame se compose de 12 voitures, toutes motorisées sauf les 2 voitures d'extrémité. Initialement, la vitesse maximale en exploitation est de 260 km/h. Elle est portée à 275 km/h à partir de 2023.
Les voitures 1 à 10 sont dédiées à la classe standard, avec des rangées de 5 sièges (3+2). La voiture 11 est réservée à la Green car, plus confortable, avec des rangées de 4 sièges (2+2). Enfin la voiture 12 est celle de la Gran class, la classe de luxe avec seulement 18 fauteuils. La capacité totale d'une rame est de 934 places assises.
La livrée extérieure est ivoire et bleue, avec une bande de couleur cuivre. Une fine bande rose distingue les rames affectées à la ligne Jōetsu. Le logo diffère légèrement entre les versions E7 et W7, indiquant le propriétaire de la rame.
Le modèle est récompensé d'un Blue Ribbon Award en 2015.

## Services
Les Shinkansen E7/W7 ont d'abord assuré les services Asama entre Tokyo et Nagano. Depuis le prolongement de la ligne Shinkansen Hokuriku, ils assurent également les services Kagayaki, Hakutaka et Tsurugi jusqu'à Kanazawa. Ils assurent aussi les services Toki et Tanigawa de la ligne Shinkansen Jōetsu de Tokyo à Niigata depuis le 16 mars 2019 (série E7).

## Photos

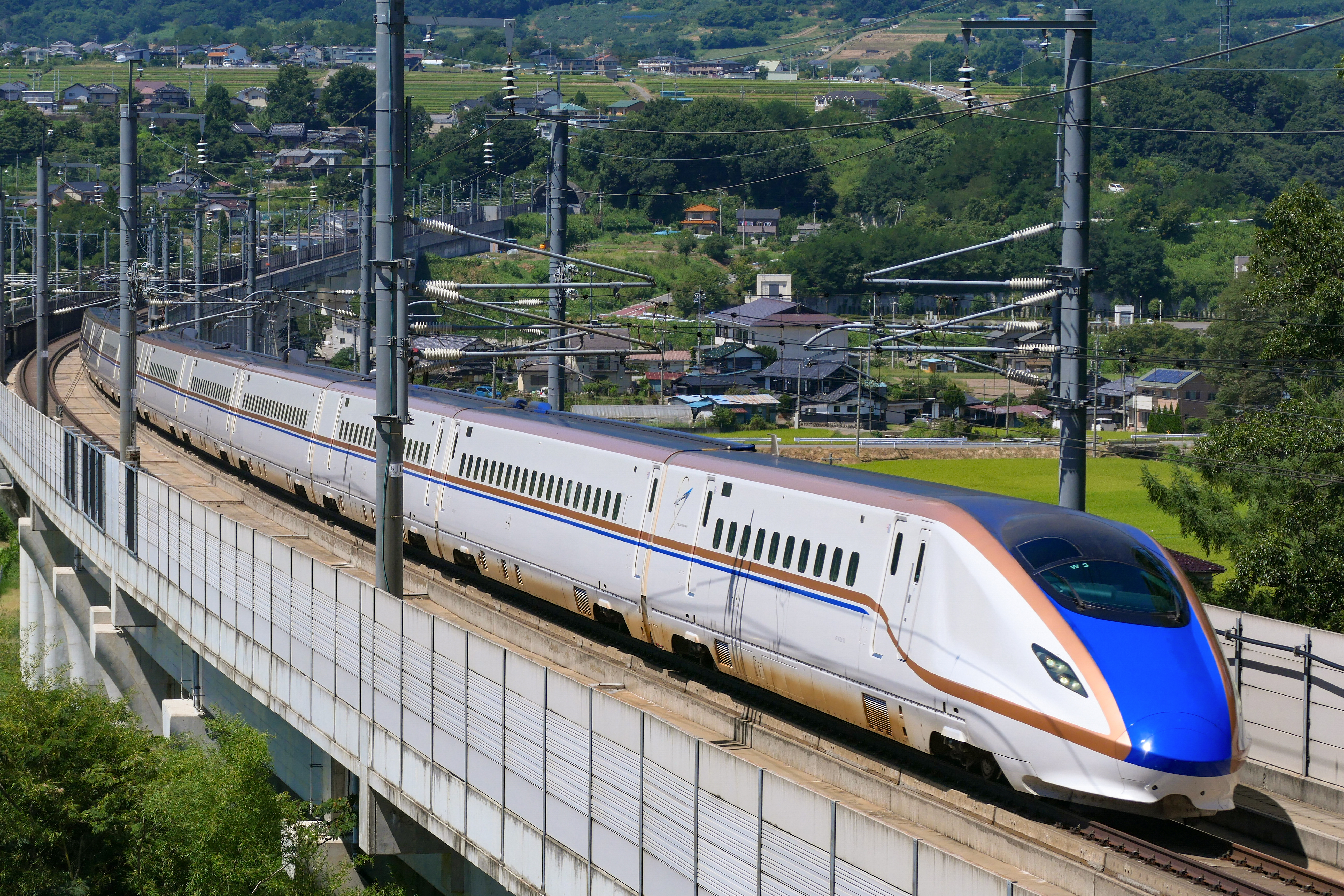
Shinkansen W7
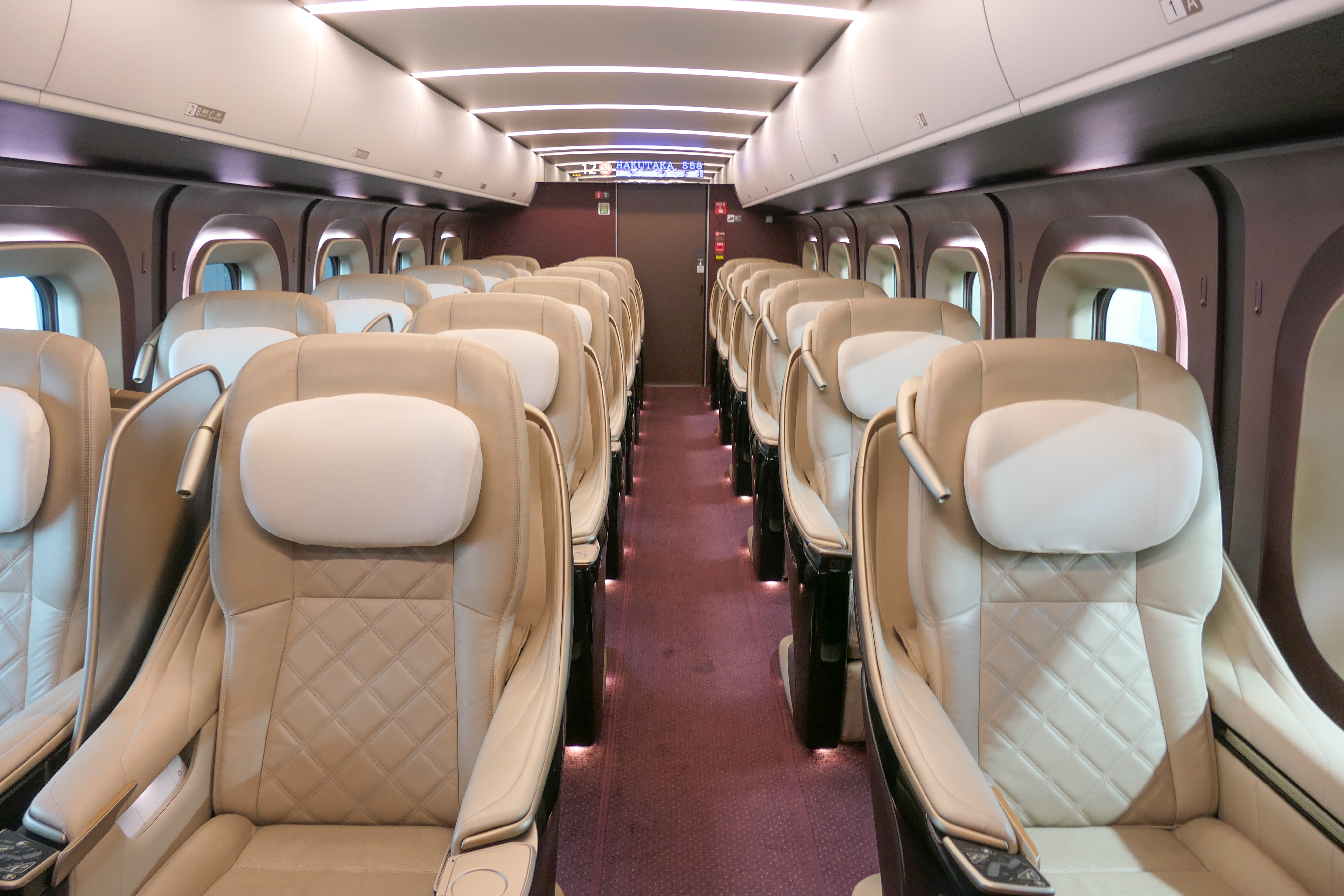
Intérieur de la Gran class
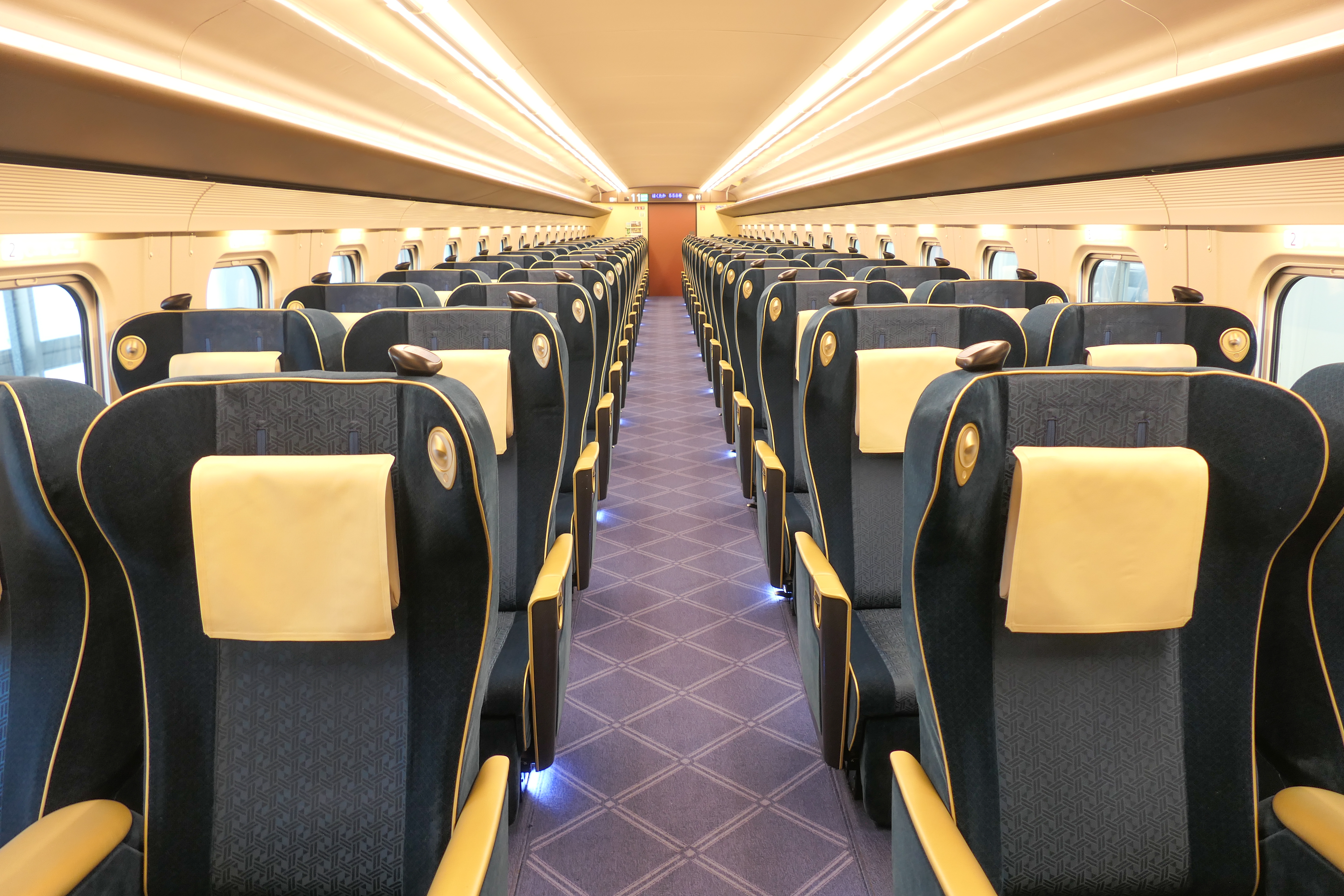
Intérieur de la Green car
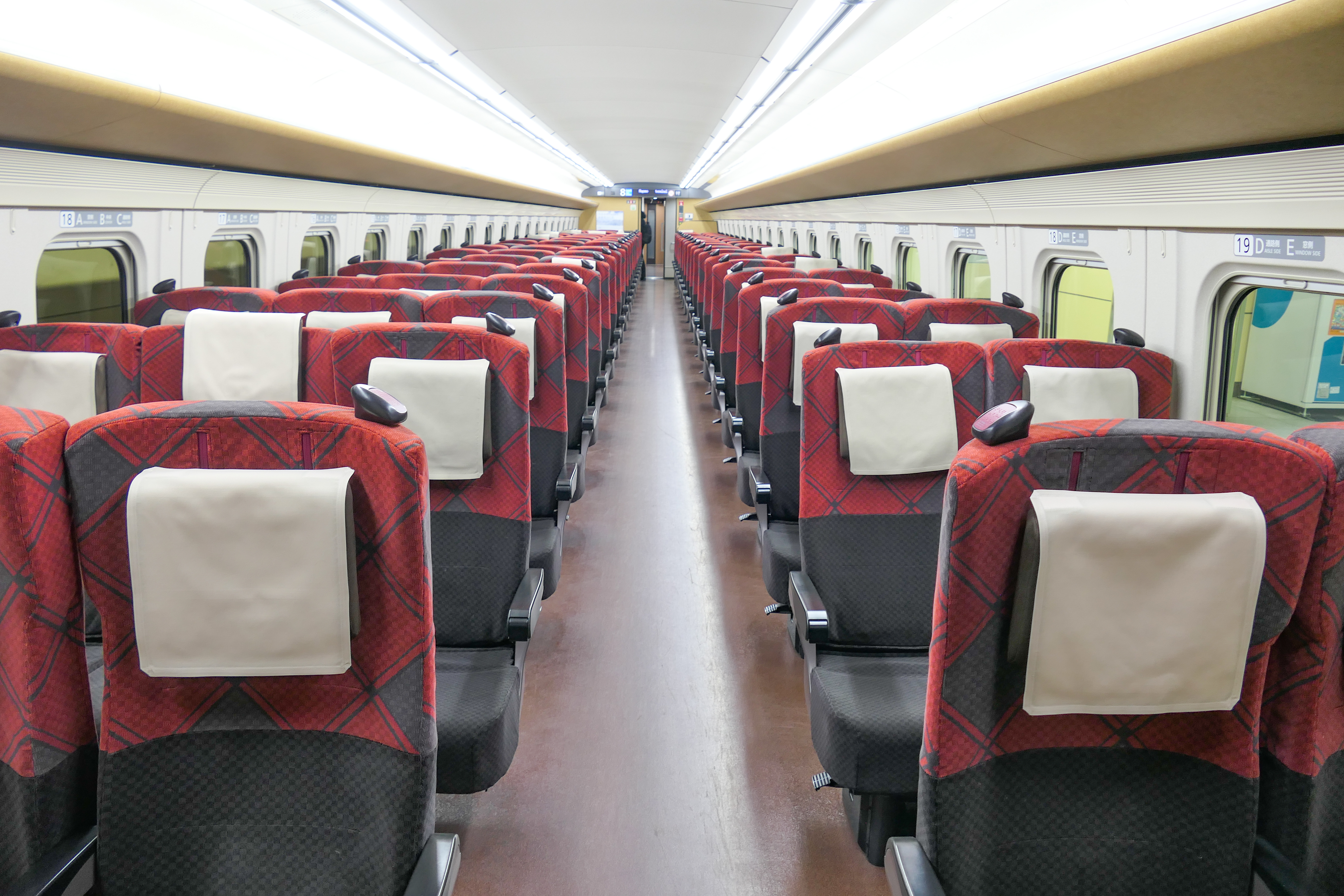
Intérieur de la classe standard